# Ons Genoegen (Renswoude)
Ons Genoegen is een harmonievereniging uit Renswoude. De vereniging werd opgericht in 1950 en werd langzamerhand steeds bekender. Inmiddels bestaat de vereniging uit een harmonieorkest, een da capo orkest, een leerlingenorkest en een beginnersorkest. Zij geven onafhankelijk van elkaar concerten, maar zijn vaak ook samen te horen. Ons Genoegen geeft kleine concerten in het muziekgebouw, en grootschaligere concerten zoals het Kasteelconcert bij Kasteel Renswoude en uitvoeringen met onder anderen Linda Wagenmakers en Tony Neef. De vereniging is verder actief bij evenementen als Koninginnedag, Sinterklaas en de Nationale Dodenherdenking. De vereniging telt ongeveer 100 leden, waarvan veel jonge muzikanten. Zij volgen een muziekopleiding bij de vereniging.
Het harmonieorkest musiceert op een hoog niveau. In 2001 promoveerde Ons Genoegen naar de 2e divisie van de KNFM, de op een na hoogste landelijke afdeling. De voorzitter van de vereniging is Pauline Dirven-Meijer. De dirigent van het harmonieorkest is Madeleine Boertje. Marjolijn van der Lee is dirigent van het leerlingen- en beginnersorkest. Oriol Marès dirigeert het Da capo orkest.
In 2010 is 't Podium geopend, het muziekgebouw van Ons Genoegen.

## Historie van dirigenten
| Periode      | Dirigent               |
| ------------ | ---------------------- |
| 1950 - 1955  | Bertus van Hees        |
| 1955 - 1962  | Dhr. Hoolhorst         |
| 1962 - 1975  | Jac Reijnhoudt         |
| 1975 - 1981  | Jean Gruter            |
| 1981 - 1988  | Willem Stoops          |
| 1988 - 2010  | Krijn van Delzen       |
| 2010 - 2015  | Bart van den Goorbergh |
| 2015 - 2023  | Chris Kok              |
| 2023 - heden | Madeleine Boertje      |

## Historie van voorzitters
| Periode      | Voorzitter            |
| ------------ | --------------------- |
| 1950 - 1984  | Evert Zweers          |
| 1984 - 1987  | Job van Mourik        |
| 1987 - 1991  | Jan Hoogeweg          |
| 1991 - 1992  | Job van Mourik        |
| 1992 - 1999  | Gert van Beek         |
| 1999 - 2008  | Anton Jan Cozijnsen   |
| 2008 - 2014  | Ron Versteeg          |
| 2014 - 2020  | Erwin Veldhuizen      |
| 2022 - heden | Pauline Dirven-Meijer |